# Charles Stelck
Charles Richard Stelck (* 20. Mai 1917 in Edmonton, Alberta; † 14. Mai 2016)  war ein kanadischer Geologe (Stratigraphie, Erdölgeologie) und Paläontologe. Er war Professor an der University of Alberta.
Stelck studierte an der University of Alberta Geologie mit dem Bachelor-Abschluss 1937 und dem Master-Abschluss 1941. Von 1940 bis 1942 begleitete er als Geologe Bohrungen für die Bergbaubehörde von British Columbia, war von 1942 bis 1944 Feldgeologe im Canol Project und von 1944 bis 1948 bei der Imperial Oil Company. Er wurde 1950 an der Stanford University promoviert (Cenomanian-Albaian Forminifera of western Canada). 1948 wurde er Lecturer, 1954 Associate Professor und später Professor an der University of Alberta, an der er 1982 emeritiert wurde.
Stelck übertrug die Beobachtung, dass Erdöl in fossilen Korallenriffen auch in Regionen so weit nördlich wie Norman Wells am Mackenzie River in den Nordwest-Territorien vorkam (1911 entdeckt durch den Geologen T. O. Bosworth, der 1914 einen Report darüber verfasste), auf die Region Alberta, was nach systematischer Suche devonischer Riffe zur Entdeckung großer Ölvorkommen führte.
1981 erhielt er die Logan Medal und 2003 wurde er Ehrendoktor der University of Alberta. Er war Fellow der Royal Society of Canada. 1994 erhielt er die R. J. W. Douglas Medal der Canadian Society of Petroleum Geologists und 1997 wurde er Mitglied des Order of Canada. Er wurde in die Canadian Petroleum Hall of Fame aufgenommen.